# 柄笼头菌属
柄笼头菌属（学名：Simblum）是鬼笔科下的一个属。

## 下属物种
本属包括以下物种：
- 黄柄笼头菌 Simblum periphragmoides
- 球盖柄笼头菌 Simblum sphaerocephalum Schltdl.